# Кючюкяйла
Кючюкяйла или Агиос Янис (на турски: Küçükyayla) е село в Източна Тракия, Турция, вилает Лозенград, околия Виза.

## География
Селото се намира на 9 км северно от град Виза.

## История
Според статистиката на професор Любомир Милетич в 1913 година в Агио Яни живеят 180 гръцки семейства.